# Робърт Пен Уорън
Робърт Пен Уорън (на английски: Robert Penn Warren) е американски поет, романист и литературен критик. Добива известност с романа си „Цялото кралско войнство“ („All the King's Men“), за който печели награда Пулицър за роман през 1947 г. Още две награди Пулицър, за поезия, печели през 1958 г. за „Promises: Poems“ и през 1979 г. за „Now and Then“. Той е единственият писател, печелил тази награда и за проза, и за поезия. Преподава в Университета на Минесота.